# Чуруликащи сънища
„Чуруликащи сънища“ (на английски: Tweet Dreams) е американски анимационен филм от поредицата „Шантави рисунки“, създаден през 1959 година от режисьора Фриц Фреленг.

## Сюжет
Котаракът Силвестър цял живот преследва безуспешно канарчето Туити. Обезсърчен, той вече не може и да спи, защото непрекъснато сънува провалите си. Налага му се да прибегне до помощта на психиатър. По време на сеанса вместо Силвестър заспива психиатъра. Той започва да сънува „чуруликащите сънища“ на котарака и събуждайки се, убеден, че може да лети, скача през прозореца, размахвайки ръце.

## В ролите
Всички персонажи във филма са озвучени с гласа на Мел Бланк.